# Kinderpornografie

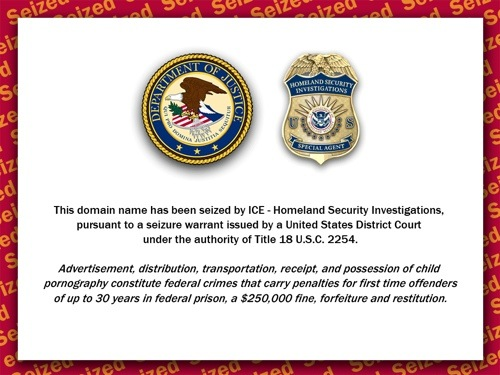
Warnbanner der Operation Protect Our Children

Der Begriff Kinderpornografie (manchmal auch mit KiPo oder CP für englisch Child Pornography abgekürzt) bezeichnet die in fast allen Rechtssystemen mit hohen Strafen sanktionierte Darstellung sexueller Handlungen von, an oder vor Kindern. International wird der Begriff juristisch unterschiedlich definiert. Dies hat seine Ursache unter anderem in den unterschiedlichen rechtlichen Definitionen von Kind und Pornografie. Kinderpornografie ist in Deutschland und Österreich von Jugendpornografie abzugrenzen, in einigen anderen Ländern wird aber nicht dazwischen unterschieden.
Der Begriff der Kinderpornografie ist auf prinzipiell alle Medien anwendbar, bezieht sich aber meist auf Foto- oder Filmmaterial. Einen Grenzbereich stellen Werke dar, die ohne Mitwirkung von Kindern und somit auch ohne Missbrauch zustande kamen. In manchen Rechtssystemen (zum Beispiel Deutschland, Schweden, Schweiz) können auch Werke der Malerei, Zeichnung, Illustration und Literatur genauso wie medizinische oder sexualaufklärerische Werke (beispielsweise das Sex-Buch von Günter Amendt, 1979) unter das Verbot von Kinderpornografie fallen.
Eine Diskrepanz zeichnet sich zwischen juristischer Bewertung, sozialwissenschaftlicher Analyse und der öffentlichen Diskussion ab. Während sich die juristische Bewertung an rechtsstaatlichen Grundsätzen (geschützte Rechtsgüter) orientiert und die sozialwissenschaftliche Analyse Herstellung und Wirkung von Kinderpornografie untersucht, zielt die öffentliche Diskussion zumeist auf moralische Betrachtungen ab. Dies führt bei Kontroversen über Verschärfungen des Sexualstrafrechts häufig zu Missverständnissen zwischen Öffentlichkeit und Strafrechtsexperten.

## Bezeichnung
Der Begriff „Kinderpornografie“ findet sich in den einschlägigen deutschen Gesetzestexten, wie etwa in § 184b und § 184e StGB. Im wissenschaftlichen Kontext sowie in Initiativen der Zivilgesellschaft findet der Begriff aber zusehends Kritik. So schreibt etwa der Betroffenenrat beim „Unabhängigen Beauftragten für Fragen des sexuellen Kindesmissbrauchs“ in einer Stellungnahme aus dem Jahr 2019:
„Die Bezeichnung Kinderpornografie ist verharmlosend, Täter_innensicht und -sprache. Es geht nicht um Pornografie, sondern um Bilder und Filmmaterial von sexualisierter Ausbeutung, Gewalt und Folter an Kindern und Jugendlichen. Darstellungen sexuellen Missbrauchs sind für sich genommen strafwürdig, als erneute Verletzung der Rechte abgebildeter Kinder und Jugendlichen, aber auch als Betätigung an einem Markt, der zu erneuter sexualisierter Gewalt anderer Kinder und Jugendlichen beiträgt. Es sollte geprüft werden, ob der Begriff der ‚sexualisierten Darstellung von Kindern und Jugendlichen und sexualisierte Gewaltdarstellungen von Kindern und Jugendlichen‘ dafür in Betracht kommt.“ Als Alternative wird u. a. die Verwendung von „Abbildungen von sexuellem Missbrauch“, „Missbrauchsfotos und -videos“ oder „Bilder und Filme, auf denen sexuelle Gewalt an Kindern zu sehen ist“ vorgeschlagen.

## Darstellungen
Kinderpornografie kann durch Schriften, Fotografien, Filmaufnahmen und Animationen dargestellt werden. Ob eine literarische oder möglicherweise künstlerische Darstellung von Kinderpornografie die Kunstfreiheit des Art. 5 Grundgesetzes für sich in Anspruch nehmen kann, ist strittig. Da Kinderpornografie in Deutschland der Definition von Pornografie entsprechend anreißerische Qualität hat und somit der Abbildung oder dem Geschehen einen drastischen Charakter verleiht, sind Werke, die sich auf Andeutungen beschränken, kraft Definition schon nicht erfasst.
Grundsätzlich schließen Kunst und Pornografie einander aus rechtlich formaler Sicht in Deutschland nicht aus. Das bedeutet, dass auch Kunstobjekte als Pornografie gelten können. Bei den dargestellten Personen ist das Alter – insbesondere bei Jugendlichen – nicht immer klar, so dass hier eine Grauzone besteht. Manchmal wird nur mit kinderpornografischen Andeutungen geworben.
In anderen Staaten (z. B. Schweden) wurden jedoch bereits Künstler wegen als Kinderpornografie eingestufter Zeichnungen und Illustrationen verurteilt, während andere (z. B. die Fotografen Jock Sturges und David Hamilton in den USA) in aufwändigen Prozessen die Veröffentlichungsrechte für ihre umstrittenen Mädchenakte durchsetzten. Im Fall des Romans Josefine Mutzenbacher, eines kinderpornografischen Erzeugnisses aus dem Jahr 1906, wurde die Abwägung mit der Kunstfreiheit vom Bundesverfassungsgericht zwingend verlangt. So werden gegenwärtig in Deutschland auch keine rechtlichen Bedenken gegen die Hurengespräche (1913) von Heinrich Zille geltend gemacht, obwohl dieses Werk auch textliche und zeichnerische Darstellungen von sexuellen Handlungen mit unter 14-Jährigen beinhaltet. Dagegen ist die ungeschnittene Fassung des Spielfilms Spielen wir Liebe, der 1977 rechtlich unbeanstandet in deutschen Kinos lief, seit 2006 in Deutschland als kinderpornografisch beschlagnahmt. In anderen Ländern, darunter Österreich, darf der Film aber weiterhin vertrieben werden.
Hurtcore steht für eine Art von extremer Pornografie, die Gewalt, Folter und Mord an Kindern umfasst. Das Genre gilt auch als „Subkultur der Pädophilie“.

## Kommerzielle Kinderpornografie
In einigen Ländern, zum Beispiel Dänemark, Schweden und den Niederlanden, waren in den 1960er und 1970er Jahren nur die Herstellung, nicht aber der Vertrieb von Kinderpornografie verboten. In dort vertriebenem pornografischem Material waren Aktaufnahmen Minderjähriger, aber auch Geschlechtsverkehr unter Kindern zu sehen. Einer der größten Anbieter von kommerzieller Kinderpornografie war die dänische Color Climax Corporation.
Der heute mit kommerzieller Kinderpornografie erzielte Umsatz ist unbekannt. Eine UN-Studie aus dem Jahr 2009 schätzt den mit Kinderpornografie weltweit erzielten Umsatz auf insgesamt 3 bis 20 Milliarden USD. Es finden sich aber keine Belege zur Methodik oder Herkunft dieser Zahl in der Studie.
Hinweise auf eine kommerzielle Produktion von Kinderpornografie ab den 1980er Jahren in nennenswertem Umfang konnten trotz umfangreicher Ermittlungsbemühungen nicht gefunden werden. Die Aufgabe der Anonymität durch Bezahlung sowie das Angebot kostenloser Darstellungen erschweren einen kommerziellen Vertrieb von Kinderpornografie. Mediale Berichte über Kinderpornografie-Ringe beziehen sich überwiegend auf privaten, nicht-kommerziellen Austausch von kinderpornografischen Darstellungen.
Für die Existenz eines von Bundesfamilienministerin Ursula von der Leyen im Zuge der Diskussion um die Sperrung von Webseiten in Deutschland beschriebenen „kommerziellen Massenmarkt[s] für Kinderpornografie im Internet“ sind ebenfalls keine Belege bekannt. Der Rechtsanwalt und Strafrechtler Udo Vetter bezweifelt, dass es einen solchen Massenmarkt oder gar eine „Kinderpornoindustrie“ gibt. Nach seiner Einschätzung handelt es sich bei 98 Prozent der kinderpornografischen Materialien um Bilder und Filme, die seit Jahren oder sogar Jahrzehnten getauscht werden. Bei neu in Umlauf gebrachtem Material weise vieles darauf hin, dass es sich um Missbrauch im privaten Umfeld handle.
Missbrauch findet überwiegend innerhalb von Familien statt. Die grausamsten kinderpornografischen Bilder stammen ebenfalls meist von Tätern aus dem Familienkreis. Sie veröffentlichen diese aus Profilierungssucht und daher kostenlos. Nach der polizeilichen Kriminalitätsstatistik Deutschlands 2007 wurde sexueller Missbrauch von Kindern in 94 % der Fälle von Alleintätern begangen.
Während Kinderpornografie bis in die 1980er Jahre in geringem Ausmaß „unter dem Ladentisch“ verkauft wurde, erfuhr sie durch das Aufkommen des Internets eine deutlich höhere Verbreitung auch durch nicht-kommerziellen Tausch. Sie findet häufig durch File Sharing, IRC und das Usenet statt. Um der Strafverfolgung zu entgehen, werden z. B. in Tauschbörsen Bilder mit kinderpornografischen Darstellungen als eine Art „Zugangsberechtigung“ verlangt. Da ermittelnde Beamte dem nicht nachkommen dürfen (sie dürfen keine strafbare Handlung begehen), können sie also nicht direkt in den Tauschbörsen ermitteln.
Nach einem anfänglichen starken Anstieg der Ermittlungsfälle wegen Besitzes von Kinderpornografie seit der Einführung des Besitzverbots im Jahr 1993 in Deutschland verbleiben sie auf einem Niveau von etwa unter 4000 pro Jahr. Davon entfallen etwa 2,7 Prozent der Fälle auf gewerbs- oder bandenmäßiges Handeln. Die Tatverdächtigen waren weit überwiegend allein handelnd. Belege für einen kommerziellen Massenmarkt in Deutschland gibt es nicht. Die kriminelle Szene schottet sich von der Öffentlichkeit ab.

## Verbreitung
Dem Landeskriminalamt München und dem Bund Deutscher Kriminalbeamter zufolge erfolgte bis 2009 die Verbreitung von Kinderpornografie in Deutschland über Tauschbörsen, E-Mail-Verteiler oder klassisch per Post. Webseiten spielten kaum eine Rolle.
Dem Landeskriminalamt Niedersachsen zufolge wird harte Kinderpornografie in der Regel über den Postweg verbreitet. Das Internet dient zwar zur Kommunikation, nicht aber als Transportmedium. Nur durch späteren Tausch gerät das Material ins Internet. Dann befindet es sich allerdings zumeist nicht auf Webseiten, sondern im Usenet oder in Tauschbörsen.
Die polizeiliche Kriminalstatistik Deutschlands verzeichnete 2007 bei Besitz, Beschaffung und Verbreitung von Kinderpornografie eine Steigerung von 55 % gegenüber 2006 (von 7.318 auf 11.357 Fälle).
Nach einer Analyse der vom Deutschen Bundestag als Expertin angehörten Jugendschützerin und Medienwissenschaftlerin Korinna Kuhnen präsentierte sich die Kinderpornoszene bis 2009 nicht im Web, sondern entzog sich der Verfolgung durch Abschottung. Von offener Präsenz des einschlägigen Materials für Außenstehende könne keine Rede mehr sein. Nur bei „klarer Intention dürfte es für die Täter möglich sein, fündig zu werden“, schrieb sie in ihrer Dissertation Kinderpornografie und Internet.
Nach dem Bundeskriminalamt und dem Bund Deutscher Kriminalbeamter wird das Material fast immer kostenlos getauscht.
Bei der Besitzverschaffung von Kinderpornografie über das Internet war von 2006 auf 2007 ein Zuwachs von 111 % (von 2936 auf 6206 Fälle) festzustellen. Die genannten Zahlen stellen die Menge der eingeleiteten Ermittlungsverfahren dar. Der Anstieg ist auf erhöhte Ermittlungsbemühungen, etwa die Operation Himmel, zurückzuführen, wobei viele dieser Ermittlungen wieder eingestellt werden mussten. Im Jahr 2008 hat sich die Anzahl der Ermittlungsverfahren zu Besitz und Besitzverschaffung von Kinderpornografie um 24 % reduziert (von 8832 Fällen im Jahr 2007 auf 6707 Fälle im Jahr 2008). Die Summe der beiden Verbreitungsdelikte blieb nahezu konstant auf dem Niveau der Vorjahre (2876 Fälle nach 2872 im Jahr 2007 und 2897 im Jahr 2006).

## Maßnahmen gegen Kinderpornografie in Kommunikationsnetzen

Entwurf eines Stoppschildes (April 2009), das beim Aufruf gesperrter, als kinderpornografisch indizierter Seiten angezeigt werden sollte. Die Stoppmeldung sollte gemäß Gesetz den Nutzer über die Sperrung der Seite, die Gründe hierfür und die Kontaktmöglichkeit zum Bundeskriminalamt informieren. Die Ausgestaltung der Stoppmeldung sollte durch das Bundeskriminalamt erfolgen.

→ Siehe Hauptartikel Zugangserschwerungsgesetz
Zur Sperrung von Kinderpornografie-Seiten im Internet schloss die Bundesregierung am 17. April 2009 einen Vertrag mit fünf großen Internetprovidern. Internetangebote sollen von ihnen nach einer täglich aktualisierten Liste des Bundeskriminalamts (BKA) blockiert werden. Das Bundeskriminalamt verweigerte eine dem Informationsfreiheitsgesetz gemäße Veröffentlichung des Vertragstextes; dies wird mit einer dadurch entstehenden Gefährdung der öffentlichen Sicherheit und dem Schutz der Urheberrechte der betroffenen Internetprovider begründet.
Die auf einer Initiative von Ursula von der Leyen basierende Initiative stieß auf massive Kritik seitens Juristen, IT-Fachverbänden, Bürgerrechtlern, Datenschützern, Wissenschaftlern und Missbrauchsopfern. Eine E-Petition gegen die Einführung einer Sperrinfrastruktur wurde von mehr als 130.000 Bürgern unterzeichnet. Problematisch sei laut Kritikern, dass dadurch Dokumentationen von sexuellem Missbrauch lediglich ausgeblendet würden, für Pädophile allerdings weiterhin leicht zugänglich seien. Effizienter sei es, gefundenes kinderpornografisches Material löschen zu lassen, was auch international keine Probleme bereite. Zudem stelle die nicht gegebene judikative Kontrolle der geheimen Sperrlisten einen Verstoß gegen die grundgesetzliche Gewaltenteilung dar, der eine Zensur von Webseiten aller Art ermögliche. Am 18. Juni 2009 beschloss der Bundestag das Zugangserschwerungsgesetz, das im Unterschied zum vorherigen Entwurf die strafrechtliche Auswertung der gespeicherten Zugriffsdaten nicht mehr vorsah.
Einige Politiker wie z. B. Uwe Schünemann forderten bereits ausdrücklich, die Sperren auf Jugendpornographie auszuweiten. Das Zugangserschwerungsgesetz wurde aber niemals angewendet und am 1. Dezember 2011 vom Bundestag aufgehoben.
Ferner gründete Uwe Schünemann im November 2009 das Bündnis White IT, in dem sich die IT-Wirtschaft, die Wissenschaft, Ärzte, Psychotherapeuten und Opferschutzverbände verpflichten, gemeinsam nach Lösungen zu suchen.
Auch mithilfe einer Datenbank können kinderpornografische Inhalte im Internet entdeckt werden. US-amerikanische Tech-Unternehmen wie Google, Microsoft oder Meta sind mittlerweile dazu verpflichtet, Inhalte nach derartigem Material zu durchsuchen und bei einer Entdeckung zu melden. Hierbei werden Datenbanken angelegt, in welchen Bildmaterial sowie Videomaterial mit bereits bekanntem kinderpornografischen Inhalten abgespeichert werden. Dabei werden nicht die Originaldateien hinterlegt, sondern sogenannte Hashes. Eine Software wandelt jede bekanntgewordene Datei mit kinderpornografischem Inhalt in einen Hash um, der aus einer Aneinanderreihung von Zahlen besteht und einzigartig wie ein Fingerabdruck ist. Sämtliche Inhalte aus Chats, E-Mails oder hochgeladene Daten in der Cloud werden anschließend mit dieser Datenbank abgeglichen. So können kinderpornografische Inhalte entdeckt werden. Anschließend melden die Tech-Unternehmen den Umstand an das „National Center for Missing and Exploited Children“ (NCMEC) mitsamt Querverweisen zur Identifizierung des Nutzers, wie etwa E-Mail-Adresse, Nutzername, IP-Adresse oder GEO IP. Das NCMEC prüft anschließend den Fall und meldet ihn an die zuständigen Behörden. NCMEC-Hinweise an das deutsche Bundeskriminalamt (BKA) nehmen so jährlich zu. Im Jahr 2022 wurden darüber 89.844 Fälle an die deutschen Strafverfolgungsbehörden gemeldet.

## Strafgesetzgebung und -verfolgung
Artikel 34 der UN-Kinderrechtskonvention behandelt den Schutz vor sexuellem Missbrauch. Von 197 Staaten weltweit haben nur die Vereinigten Staaten die Kinderrechtskonvention nicht ratifiziert.

### EU-Recht
Durch den Rahmenbeschluss 2004/68/JI des Rates der Europäischen Union wurden 2003 für die Mitgliedsstaaten rechtsverbindliche Mindestbestimmungen zum Umgang mit Kinderpornografie erlassen.
Als Kinderpornografie gilt demnach pornografisches Material mit bildlichen Darstellungen echter oder realistisch dargestellter, nicht-echter Kinder, die an einer eindeutig sexuellen Handlung aktiv oder passiv beteiligt sind, einschließlich aufreizenden Zur-Schau-Stellens der Genitalien oder der Schamgegend von Kindern. Als Kind wird dabei unter Berufung auf die Kinderrechtskonvention der UNO jede Person unter achtzehn Jahren definiert.
Dem einzelnen Mitgliedsstaat blieb es überlassen, ob auch Darstellungen von Personen mit kindlichem Erscheinungsbild unter den Straftatbestand der Kinderpornografie fallen.
Der Rahmenbeschluss wurde 2011 durch die Richtlinie 2011/93/EU des Europäischen Parlaments und des Rates vom 13. Dezember 2011 zur Bekämpfung des sexuellen Missbrauchs und der sexuellen Ausbeutung von Kindern sowie der Kinderpornografie ersetzt.

### Deutschland
Nach § 184b StGB ist die Verbreitung von „kinderpornografischer Inhalte“ strafbar. Als solche definiert der Gesetzgeber pornografische Darstellungen, die zum Gegenstand haben:
- sexuelle Handlungen von, an oder vor Kindern (Personen unter 14 Jahren),
- die Wiedergabe eines ganz oder teilweise unbekleideten Kindes in unnatürlich geschlechtsbetonter Körperhaltung, oder
- die sexuell aufreizende Wiedergabe der unbekleideten Genitalien oder des unbekleideten Gesäßes eines Kindes.

Im Falle von Darstellungen tatsächlicher Geschehen oder wirklichkeitsnaher Darstellungen ist bereits der Besitz strafbar.
Was Inhalte (bis 31. Dezember 2020 als „Schriften“ bezeichnet) sind, bestimmt § 11 Abs. 3 StGB. Unter Inhalte fallen (und fielen auch bisher schon unter Schriften) neben bilderlosen Schriften insbesondere auch Bilder, Filme und Tonaufzeichnungen. Auf Datenträgern gespeicherte Darstellungen sind anderen gegenständlichen Darstellungen, wie Papierbildern, gleichgestellt. Auch Handlungen, die in Echtzeit mittels Informations- oder Kommunikationstechnik übertragen werden, zum Beispiel Telefongespräche oder Live-Chats fallen unter den Begriff Inhalte (bis 2020 wurden sie in § 184d gesondert unter Strafe gestellt, da sie nicht unter den Schriftenbegriff fielen). Sexuelle Handlungen vor Zuschauern, werden hingegen von dem Begriff Inhalte nicht erfasst, wohl aber deren Aufzeichnungen. Seit 2015 ist die Veranstaltung und der Besuch kinderpornographischer Darbietungen aber ebenso nach § 184e strafbar. Die besondere Besitzstrafbarkeit des § 184b Abs. 2, 4 StGB bezüglich solcher Schriften, die ein tatsächliches oder wirklichkeitsnahes Geschehen wiedergeben, gilt hingegen nach einer Entscheidung des Bundesgerichtshofs von 2013, die sich auf die überwiegende Literaturmeinung stützt, nur für grafische, nicht für rein textliche Darstellungen.
Traditionell ging die Rechtsprechung davon aus, dass Darstellungen sexueller Handlungen oder erotische Darstellungen nicht ohne weiteres pornografisch seien. Demnach sei Pornografie, auch in der Ausprägung als Kinderpornografie, nur dann anzunehmen, „wenn eine auf die sexuelle Stimulierung reduzierte und der Lebenswirklichkeit widersprechende, aufdringlich vergröbernde, verzerrende und anreißerische Darstellungsweise gewählt wird“ und „wenn unter Ausklammerung aller sonstigen menschlichen Bezüge sexuelle Vorgänge in grob aufdringlicher Weise in den Vordergrund gerückt werden sowie ihre Gesamttendenz ausschließlich oder überwiegend auf das lüsterne Interesse an sexuellen Dingen abzielt“.
In der Gesetzesbegründung ging der Gesetzgeber bei der Einführung der Strafbarkeit von Jugendpornografie 2008 im Widerspruch dazu davon aus, dass es für eine Strafbarkeit nach § 184b StGB (Kinderpornografie) genüge, dass die Schrift den sexuellen Missbrauch von Kindern zum Gegenstand hat, ohne dass es auf den pornografischen Charakter der Darstellung ankäme.
Diese Begründung griff der Bundesgerichtshof in seiner ersten Entscheidung zum Thema im Februar 2014 auf. Er entschied, dass der Begriff pornografisch im Gesetzestext durch jegliche sexuelle Darstellung erfüllt wird. Zur Begründung führte er aus, dass die richterliche Definition von Pornografie auf die Degradierung der Dargestellten als austauschbar und von ihren persönlichen und sozialen Bezügen getrennt abstelle. Diese Degradierung sei aber bei sexuellen Darstellungen und Handlungen an, mit und vor Kindern immer gegeben. Daher seien keine weiteren vergröbernden Merkmale erforderlich. Das Urteil stieß in ersten Reaktionen auf Kritik der Rechtswissenschaft. Marc Liesching schrieb, dass der BGH seine eigene Rechtsprechung aus dem Jahr 1978 zur damaligen, diesbezüglich wortgleichen Regelung nicht kenne oder darauf Bezug genommen habe. Außerdem sei die Argumentation des BGH eine politische und stütze sich nicht auf die juristische Methodenlehre der Auslegung. Im Ergebnis sei das Urteil keine Bestätigung des Gesetzgebers, sondern vielmehr eine teleologische Reparatur eines angenommenen Fehlers des Gesetzgebers. Dieser sei nun aufgerufen, das Wort „pornografisch“ aus dem Gesetz zu streichen, wenn er tatsächlich jegliche sexuelle Darstellung meine. Obwohl für die Strafgesetzbuch-Reform 2015 vorgesehen, wurde dieses Vorhaben bisher jedoch nicht umgesetzt.
Im deutschen Strafrecht sind seit 28. Juni 2024 für Handlungen im Zusammenhang mit kinder- und jugendpornografischen Inhalten folgende Strafrahmen festgelegt:
| Handlung | Kinderpornografie | Jugendpornografie |
| Gegenstand: pornografische Darstellungen von sexuellen Handlungen von, an oder vor …; Wiedergabe in unnatürlich geschlechtsbetonter Körperhaltung von …; bei sexuell aufreizender Wiedergabe der unbekleideten Genitalien oder des unbekleideten Gesäßes | Personen unter 14 Jahren | Personen zwischen 14 und 18 Jahren |
| --- | --- | --- |
| Verbreitung (auch Vorbereitungshandlungen, insbesondere Herstellung zur Verbreitung); Weitergabe (an einzelne Personen), wenn tatsächliches Geschehen oder wirklichkeitsnah; Herstellung, wenn tatsächliches Geschehen                                   | sechs Monate bis zehn Jahre Freiheitsstrafe (bei Verbreitung von Darstellungen, die weder tatsächliches noch wirklichkeitsnahes Geschehen zeigen, Freiheitsstrafe von drei Monaten bis zu fünf Jahren) | bis drei Jahre Freiheitsstrafe oder Geldstrafe |
| gewerbs- oder bandenmäßige Verbreitung oder Weitergabe (Verschärfung gilt nur bei Darstellung von tatsächlichem oder wirklichkeitsnahem Geschehen) | zwei bis fünfzehn Jahre Freiheitsstrafe | drei Monate bis fünf Jahre Freiheitsstrafe |
| Erwerb oder Besitz | drei Monate bis fünf Jahre Freiheitsstrafe (bei tatsächlichem oder wirklichkeitsnahem Geschehen, vgl. rechte Spalte)                                                                                   | bis zwei Jahre Freiheitsstrafe oder Geldstrafe (nur bei tatsächlichem Geschehen mit Jugendlichem strafbar, nicht bei bloß wirklichkeitsnahem Geschehen; nicht strafbar bei Herstellung zum persönlichen Gebrauch des Herstellers, wenn der Jugendliche eingewilligt hat) |

Außerdem werden die Tatprodukte bzw. -objekte (also die Pornos) und die Taterträge (z. B. aus Verkauf eingenommenes Geld) eingezogen.
Falls bei der Produktion von Kinderpornografie tatsächlich Kinder beteiligt sind, liegt auch eine Strafbarkeit wegen sexuellen Missbrauchs von Kindern nach § 176 StGB nahe. Bestand schon dabei die Verbreitungsabsicht, beträgt die Strafe nach § 176a Absatz 3 StGB Freiheitsstrafe von zwei bis zu fünfzehn Jahren. Da es sich in diesen Fällen um eine Tateinheit handelt, würde sich die Strafe nach dem Gesetz richten, das die schwereren Strafen androht, hier also in der Regel nach § 176a Absatz 3.
Das bloße Betrachten einschlägigen Materials als solches ist bereits strafbar, wobei die Grenze der Strafbarkeit bei Nutzung eines Computers schon dann überschritten ist, wenn das Material durch das (automatische) Zwischenspeichern von Dateien im Browser-Cache in den tatsächlichen Herrschaftsbereich des Betrachters gelangt ist. Das flüchtige Zwischenspeichern im Arbeitsspeicher des Computers ist nach dem Grundsatzurteil des Hanseatischen Oberlandesgericht Hamburg ebenfalls als Besitz qualifiziert und strafbar. Gegen die Rechtsprechung des OLG Hamburg kann eingewendet werden, dass es beim Laden von Daten in den Arbeitsspeicher an der für einen Besitz erforderlichen Herrschaft fehlt. Besitz wäre nämlich selbst dann gegeben, wenn man durch Browser-Einstellungen sicherstellt, dass keine Daten in den Internet-Cache geladen werden. Weiterhin stellt sich die Frage, welche Auswirkungen es hat, wenn das einschlägige Material auf einem fremden Computer betrachtet wird.
Der Gesetzgeber rechtfertigt das Verbot der Kinder- und Jugendpornografie mit dem Jugendschutz. Das geschützte Rechtsgut sei die ungestörte Persönlichkeitsentwicklung von Kindern und Jugendlichen, das sich aus Art. 2 Abs. 1 GG ableitet. Die strafbaren Handlungen bestehen in abstrakten Gefährdungsdelikten; das heißt, es ist unerheblich, ob es im Einzelfall zu einer tatsächlichen konkreten Gefährdung oder gar Schädigung gekommen ist oder nicht.
Zumindest in einigen Ausprägungen des Verbotes ist es wissenschaftlich unklar, ob der unterstellte Gefährdungszusammenhang existiert. In der Mutzenbacher-Entscheidung hat das Bundesverfassungsgericht allerdings festgestellt, dass der Gesetzgeber ein gesetzliches Verbot auch bei einer wissenschaftlich ungeklärten Situation und nur aufgrund der eigenen Einschätzung, dass eine Gefährdung nicht völlig ausgeschlossen werden kann, aussprechen darf. In einer umstrittenen Entscheidung zur Strafbarkeit des Geschwister-Inzests hat das Bundesverfassungsgericht 2008 darüber hinaus entschieden, dass Strafnormen keinen strengeren Anforderungen hinsichtlich der mit ihnen verfolgten Zwecke unterliegen und sich solche insbesondere auch nicht aus der strafrechtlichen Rechtsgutlehre ableiten lassen.
In der schon genannten Mutzenbacher-Entscheidung wurde außerdem festgestellt, dass auch Kinderpornografie Kunst sein und damit dem besonderen Schutz der Kunstfreiheit (Art. 5 Abs. 3 GG) unterliegen kann.
Eine weitere Strafvorschrift findet sich im Jugendschutzgesetz. Nach § 27 in Verbindung mit § 15 Abs. 2 Nr. 4 JuSchG wird mit Freiheitsstrafe bis zu einem Jahr oder mit Geldstrafe bestraft, wer mit Medien, „die Kinder oder Jugendliche in unnatürlicher, geschlechtsbetonter Körperhaltung darstellen“, in einer Art und Weise umgeht, dass sie Kindern oder Jugendlichen zugänglich werden. Als Elternprivileg ist die Überlassung solcher und anderer jugendgefährdender Medien an Kinder und Jugendliche durch die jeweiligen personensorgeberechtigten Personen explizit von der Strafbarkeit ausgenommen.
Die Verbreitung, der Erwerb und der Besitz kinder- und jugendpornographischer Schriften gelten nach § 100a StPO als schwere Straftat, wodurch die heimliche Überwachung und Speicherung der Telekommunikation eines Verdächtigen begründet werden kann.

#### Geschichte und Rechtsentwicklung
Vom 1. Januar 1872 bis 30. Juni 1968 (in der DDR) bzw. 27. November 1973 (in der Bundesrepublik) fiel Kinderpornographie ganz allgemein unter „unzüchtige Schriften, Abbildungen oder Darstellungen“ und wurde nicht expliziter im Gesetz erwähnt.
Von 1872 bis 1900 war die Höchststrafe für die Verbreitung 100 Taler bzw. 300 Mark Geldstrafe bzw. 6 Monate Gefängnis, mit dem Lex Heinze wurde die Höchststrafe auf 1000 Mark Geldstrafe bzw. ein Jahr Gefängnis angehoben. Im Zuge der Inflation wurde die mögliche Geldstrafe 1922/23 mehrmals erhöht, ab 1924 betrug sie bis zu 10.000 RM bzw. DM (bei Begehung aus Gewinnsucht bis zu 100.000 RM bzw. DM).
Im Strafgesetzbuch der DDR von 1968 blieb jede Verbreitung pornografischer Darstellungen strafbar, die Höchststrafe wurde auf 2 Jahre Freiheitsstrafe verdoppelt:
§ 125. Verbreitung pornografischer Schriften. Wer pornografische Schriften oder andere pornografische Aufzeichnungen, Abbildungen, Filme oder Darstellungen verbreitet oder sonst der Öffentlichkeit zugänglich macht, sie zu diesem Zwecke herstellt, einführt oder sich verschafft, wird mit öffentlichem Tadel, Geldstrafe, Verurteilung auf Bewährung oder mit Freiheitsstrafe bis zu zwei Jahren bestraft. Dies blieb in dieser Form bis zum Ende der DDR 1990 in Kraft.
1973 erfolgte in der damaligen Bundesrepublik die Umbenennung von unzüchtigen in pornografische Schriften. Seit 28. Januar 1975 wird erstmals die Kinderpornografie im Gesetzestext selbst erwähnt.

„Wer pornographische Schriften (§ 11 Abs. 3), die Gewalttätigkeiten, den sexuellen Mißbrauch von Kindern oder sexuelle Handlungen von Menschen mit Tieren zum Gegenstand haben, verbreitet, […] herstellt, […] wird mit Freiheitsstrafe bis zu einem Jahr oder mit Geldstrafe bestraft.“

1993 wurde erstmals der Besitz und die Besitzverschaffung unter Strafe gestellt und für die anderen Merkmale die Strafandrohung auf drei bzw. sechs Monate Mindeststrafe und fünf Jahre Höchststrafe angehoben.

„(3) Wer pornographische Schriften (§ 11 Abs. 3), die […] den sexuellen Mißbrauch von Kindern […] zum Gegenstand haben, verbreitet, […] herstellt, […] wird […] mit Freiheitsstrafe von drei Monaten bis zu fünf Jahren […] bestraft.
(4) […] geben sie ein tatsächliches Geschehen wieder, so ist die Strafe Freiheitsstrafe von sechs Monaten bis zu fünf Jahren, wenn der Täter gewerbsmäßig oder als Mitglied einer Bande handelt, die sich zur fortgesetzten Begehung solcher Taten verbunden hat.
(5) Wer es unternimmt, sich oder einem Dritten den Besitz von pornographischen Schriften (§ 11 Abs. 3) zu verschaffen, die den sexuellen Mißbrauch von Kindern zum Gegenstand haben, wird, wenn die Schriften ein tatsächliches Geschehen wiedergeben, mit Freiheitsstrafe bis zu einem Jahr oder mit Geldstrafe bestraft. Ebenso wird bestraft, wer die in Satz 1 bezeichneten Schriften besitzt.“

1997 wurde der Begriff „tatsächliches Geschehen“ (eines sexuellen Missbrauchs) durch den Begriff „tatsächliches oder wirklichkeitsnahes Geschehen“ ersetzt und mithin erweitert.
1998 wurde die Höchststrafe für gewerbsmäßige oder im Rahmen einer Bandenmitgliedschaft begangenen Taten von fünf auf zehn Jahre erhöht.
Zum 1. April 2004 wurden die Tatbestände in den § 184b StGB überführt. Hierbei wurden die wesentlichen Regelungen der Vorgängerregelung übernommen. Die Höchststrafe für die eigene Besitz-Verschaffung von kinderpornografischen Schriften, die ein tatsächliches oder wirklichkeitsnahes Geschehen wiedergeben, wurde von einem Jahr auf zwei Jahre (und 2015 auf drei Jahre) angehoben. Für diejenigen, die einem anderen den Besitz verschaffen, wurde der Strafrahmen (bis 2004 Freiheitsstrafe bis zu einem Jahr oder Geldstrafe) auf eine Freiheitsstrafe von drei Monaten bis fünf Jahren angehoben (bzw. bei gewerbsmäßiger oder bandenmäßiger Begehung von sechs Monaten bis zu zehn Jahren); diese Strafrahmen galten bisher nur für die Verbreitung (Besitzverschaffung an viele Personen).
2008 und 2015 wurde die Definition kinderpornografischer Schriften geändert:

„pornografische Schriften (§ 11 Abs. 3), die den sexuellen Missbrauch von Kindern (§§ 176 bis 176b) zum Gegenstand haben (kinderpornografische Schriften),“

„pornografische Schriften (§ 11 Abs. 3), die sexuelle Handlungen von, an oder vor Kindern (§ 176 Abs. 1) zum Gegenstand haben (kinderpornografische Schriften),“

„kinderpornographisch ist eine pornographische Schrift (ab 1. Januar 2021 ein pornographischer Inhalt) (§ 11 Absatz 3), wenn sie (ab 1. Januar 2021 er) zum Gegenstand hat:
a) sexuelle Handlungen von, an oder vor einer Person unter vierzehn Jahren (Kind),
b) die Wiedergabe eines ganz oder teilweise unbekleideten Kindes in unnatürlich geschlechtsbetonter Körperhaltung oder
c) die sexuell aufreizende Wiedergabe der unbekleideten Genitalien oder des unbekleideten Gesäßes eines Kindes,“

Ebenfalls am 27. Januar 2015 wurde § 201a Absatz 3 eingeführt:

„Mit Freiheitsstrafe bis zu zwei Jahren oder mit Geldstrafe wird bestraft, wer eine Bildaufnahme, die die Nacktheit einer anderen Person unter achtzehn Jahren zum Gegenstand hat,
1. herstellt oder anbietet, um sie einer dritten Person gegen Entgelt zu verschaffen, oder
2. sich oder einer dritten Person gegen Entgelt verschafft.“

2008 wurde in einer separaten Vorschrift § 184c erstmals auch Verbreitung und Besitz von „jugendpornografischen Schriften“, die sich auf sexuelle Handlungen von, an oder vor Personen von 14 bis 18 Jahren beziehen, unter Strafe gestellt.
Seit 5. November 2008 ist auch das Verbreiten, Besitzen etc. sogenannter Posing-Fotos grundsätzlich strafbar. Gemeint waren damit zunächst Fotos mit Abbildungen von Kindern, die ihre unbedeckten Genitalien oder ihr unbedecktes Gesäß in „aufreizender Weise zur Schau stellen“. Derartiges Zur-Schau-Stellen erfüllt regelmäßig die Tatbestandsalternative „sexuelle Handlungen von Kindern“ in § 184b Abs. 1 StGB (Fassung vom 5. November 2008). In der juristischen Literatur wurde die Auffassung vertreten, dass weiterhin alle Fälle straflos seien, in denen ein Kind zwar in aufreizender Körperhaltung abgebildet ist, aber nicht handelt, sondern ohne seinen Willen in Positur liegt (oder sitzt oder steht). Das sei vor allem bei Posituren von schlafenden Kindern der Fall oder bei Posituren, die durch vorherige Fesselung eines Kindes erzwungen wurden, außerdem bei Nahaufnahmen der Genitalien oder des Gesäßes, weil derartige Fotos nicht zweifelsfrei erkennen lassen, ob nicht möglicherweise einer der zuvor genannten Fälle vorliegt.
Auch in der aktuellen Fassung ist ein Merkmal jeder kinderpornografischen Schrift weiterhin eine „pornografische Schriften“ zu sein.
Ein Gesetzesentwurf zur „Zugangserschwernis“ für kinderpornografische Webseiten war am 22. April 2009 vom Bundestag veröffentlicht worden, das Zugangserschwerungsgesetz wurde jedoch nie angewendet und am 1. Dezember 2011 vorzeitig wieder aufgehoben. Der Entwurf sah vor, dass zukünftig alle bekannten Seiten mit kinderpornografischen Inhalten von den Internetprovidern auf eine Seite mit einem Stoppschild umgeleitet werden sollten. Das Modell, das in anderen Ländern (unter anderen den skandinavischen Staaten) zum Einsatz kommt, habe laut Begründung zum Gesetzentwurf täglich Zehntausende von Zugriffen auf kinderpornografische Angebote verhindert. In Norwegen wurden täglich etwa 15.000–18.000 Zugriffe und in Schweden täglich etwa 50.000 blockierte Zugriffe verzeichnet. Der Gesetzentwurf wurde unter anderem von IT-Fachverbänden und selbst von Opfervereinigungen scharf kritisiert. Die Sperren seien leicht zu umgehen und daher ineffektiv. Zudem würden sie lediglich Sichtblenden darstellen; das illegale Material sei weiterhin online verfügbar, während es sowohl im Inland als auch im Ausland möglich sei, kinderpornografische Materialien löschen zu lassen. Die Anbieter von Kinderpornografie bekämen mit Hilfe der Stoppschilder ein Frühwarnsystem in die Hand. Zudem sei das Gesetz ein Verstoß gegen die Gewaltenteilung. Es bestehe die Möglichkeit, auch Seiten ohne kinderpornografischen Inhalt zu sperren, da die Liste allein vom BKA gepflegt werden soll und somit keine Kontrollmöglichkeit seitens der Judikative besteht. Es wurde eine E-Petition gegen den Gesetzentwurf vorgelegt. Die Petition hatte bereits am 4. Tag (8. Mai 2009) über 50.000 Mitzeichner und wurde somit öffentlich vor dem deutschen Bundestag diskutiert. Auch nachdem die erforderlichen 50.000 Bürger die Petition mitgezeichnet hatten, stieg die Teilnehmerzahl noch stark an und wurde mit 134.014 unterzeichnenden Bürgern die stärkste Petition aller Zeiten in der Bundesrepublik.
Die Gesetzesreform 2015 wurde durch die Edathy-Affäre ausgelöst. Der Deutsche Kinderschutzbund und der Missbrauchsbeauftragte der deutschen Bundesregierung, Johannes-Wilhelm Rörig, wie auch verschiedene Politiker forderten im Februar 2014 eine Verschärfung der Gesetzeslage. Nötig sei ein generelles Verbot der gewerblichen Verbreitung von Nacktfotos von Kindern. Im September 2014 legte die Bundesregierung einen Gesetzentwurf vor. Sie schlug vor, die Verjährungsfristen für Kinderpornografie anzuheben, den Versuch einer Straftat nach § 184b sowie den Abruf von Kinderpornografie im Internet strafbar zu machen und den § 201a zu verschärfen. Der Entwurf wurde am 14. November 2014 mit leichten Änderungen im Bundestag verabschiedet.
Zum 1. Januar 2021 wurde der Begriff Schriften durch den Begriff Inhalt ersetzt.
Zum 1. Juli 2021 wurden mit dem Gesetz zur Bekämpfung sexualisierter Gewalt gegen Kinder die Strafen für Verbreitung, Erwerb und Besitz von Kinderpornographie, die tatsächliches oder wirklichkeitsnahes Geschehen wiedergibt, drastisch verschärft, diese Taten waren nun alle Verbrechen (zuvor nur Vergehen). Diese Änderung stand in der Kritik, da nun auch Opfern, die im Besitz ihrer eigenen Fotos waren, oder Personen, die die Bilder zwecks einer späteren Anzeige sicherten, bestraft werden mussten, da Ermittlungsverfahren wegen eines (möglichen) Verbrechens auch dann nicht wegen Geringfügigkeit oder unter Auflagen eingestellt werden durften, wenn der Schutzzweck des Gesetzes eine Bestrafung nicht erforderet oder eine Bestrafung dem Schutzzweck sogar zuwiderlief. Das galt auch für Lehrer, die sich Besitz an solchen Bildern oder Videos ihrer Schüler verschaffen, um darauf pädagogisch zu reagieren. Deshalb wurden zum 28. Juni 2024 die Mindeststrafen von einem Jahr auf sechs bzw. drei Monate herabgesetzt, womit die Taten wieder zu Vergehen wurden (die Mindeststrafe für gewerbs- oder bandenmäßige Verbreitung blieb unverändert bei zwei Jahren).

### Österreich
Nach § 207a StGB sind Besitz, Herstellung, Verbreitung und der wissentliche Zugriff auf sexualbezogene Darstellungen Minderjähriger strafbar.
„Unmündig“ sind dabei Personen unter 14 Jahren. Als „bildliches sexualbezogenes Kindesmissbrauchsmaterial“ definiert sind wirklichkeitsnahe Abbildungen einer geschlechtlichen Handlung oder eines Geschehens, dessen Betrachtung nach den Umständen den Eindruck vermittelt, dass es sich dabei um eine geschlechtliche Handlung handelt an oder mit einer unmündigen Person.
Im selben Paragraphen gibt es auch Bestimmungen zu bildlichen sexualbezogenen Darstellungen von mündigen Minderjährigen (14 bis 17 Jahre), siehe dazu Jugendpornografie#Rechtslage in Österreich.
Die Begriffe „Darstellung“ und „wirklichkeitsnah“ werden in den Erläuterungen folgendermaßen erklärt:
- Darstellung ist hier zum einen als Überbegriff gemeint, der sowohl Abbildungen, die eine reale Handlung oder ein reales Geschehen an realen Menschen bzw. reale Menschen – grundsätzlich unmanipuliert – wiedergeben (Abs. 4 Z 1–3), umfasst, als auch virtuelle Bilder (Abs. 4 Z 4).
- Wirklichkeitsnah ist eine Abbildung bzw. Darstellung dann, wenn sie von der Wiedergabequalität und von der Erkennbarkeit her ein Niveau erreicht, das im allgemeinen Sprachgebrauch als photographisch im Sinne von dokumentaristisch bezeichnet wird, also dem Betrachter den Eindruck vermittelt, Augenzeuge (gewesen) zu sein.[74]

Im österreichischen Strafrecht sind für Handlungen im Zusammenhang mit pornografischen Darstellungen Minderjähriger folgende Strafrahmen festgelegt:
| Handlung | dargestellte Unmündige                                                                           | dargestellte Mündige                                                                             |
| --- | ------------------------------------------------------------------------------------------------ | ------------------------------------------------------------------------------------------------ |
| Besitz (auch Versuch der Besitzverschaffung), wissentlicher Zugriff im Internet | Freiheitsstrafe bis zu 3 Jahren, falls viele Abbildungen oder Darstellungen 6 Monate bis 5 Jahre | Freiheitsstrafe bis zu 2 Jahren, falls viele Abbildungen oder Darstellungen 6 Monate bis 3 Jahre |
| Herstellung, Verbreitung | 6 Monate bis 3 Jahre Freiheitsstrafe, falls viele Abbildungen oder Darstellungen 1 bis 5 Jahre   | 6 Monate bis 3 Jahre Freiheitsstrafe, falls viele Abbildungen oder Darstellungen 1 bis 5 Jahre   |
| Herstellung, Beförderung wenn gewerbsmäßig oder zum Zweck der Verbreitung | 1 bis 5 Jahre Freiheitsstrafe, falls viele Abbildungen oder Darstellungen 1 Jahr bis 10 Jahre    | 1 bis 5 Jahre Freiheitsstrafe, falls viele Abbildungen oder Darstellungen 1 Jahr bis 10 Jahre    |
| Herstellung und Verbreitung als Mitglied einer kriminellen Vereinigung, bei besonders schwerem Nachteil der minderjährigen Person Herstellung unter Anwendung schwerer Gewalt und bei grob fahrlässiger Gefährdung des Lebens der dargestellten Person | 1 Jahr bis 10 Jahre Freiheitsstrafe                                                              | 1 Jahr bis 10 Jahre Freiheitsstrafe                                                              |

Während das deutsche Recht auch Schriften, also auch Text umfasst, sind im österreichischen Strafrecht reine Textwerke (wie z. B. das Buch Josefine Mutzenbacher) nicht strafbar.

#### Geschichte
Bis 1994 wurde Kinderpornografie im Pornografiegesetz behandelt, das lediglich die Verbreitung unzüchtiger Gegenstände und Schriften in gewinnsüchtiger Absicht verbot. Auf Initiative der damaligen Bundesministerin Ruth Feldgrill-Zankel wurde die Studie Die Knospe Kinderpornographie in Österreich angefertigt, die dann in weiterer Folge 1994 zur Schaffung des § 207a „Pornographische Darstellungen mit Unmündigen“ des Strafgesetzbuches führte. § 207a verbot in der damaligen Fassung Herstellung, Verbreitung und Besitz „bildliche[r] Darstellung[en] einer geschlechtlichen Handlung an einer unmündigen Person oder einer unmündigen Person an sich selbst, an einer anderen Person oder mit einem Tier, deren Betrachtung nach den Umständen den Eindruck vermittelt, daß es bei ihrer Herstellung zu einer solchen geschlechtlichen Handlung gekommen ist“.
Mit dem Strafrechtsänderungsgesetz 2004 wurde in Österreich der EU-Rahmenbeschluss zur Bekämpfung der Kinderpornografie umgesetzt, die Überschrift des § 207a auf „Pornographische Darstellungen Minderjähriger“ geändert und Jugendpornografie ebenfalls – wenn auch mit Einschränkungen – verboten.
Anfang 2009 wurde § 207a um den Absatz 3a ergänzt, der zusätzlich zu Herstellung, Verbreitung und Besitz auch den wissentlichen Zugriff auf pornographische Darstellungen Minderjähriger im Internet unter Strafe stellt.
Zum 1. Dezember 2023 wurde die Überschrift geändert und die Strafen deutlich erhöht.

### Schweiz
Die Strafbarkeit richtet sich nach Art. 197 Strafgesetzbuch (Schweiz), beachte insbesondere Absätze 4-8bis. Wegen Straferhöhung für Gemeinsame Begehung durch mehrere Personen siehe Art. 200 StGB.

### USA
Kinderpornografie (child pornography) wird durch U.S. Code Title 18 Section 2256 definiert. Hierunter fallen alle visuellen Darstellungen von „sexually explicit conduct“ mit Personen unter 18 Jahren. „Sexually explicit conduct“ ist hierbei definiert als alle Arten von Geschlechtsverkehr, Sodomie, Masturbation, sadistischem oder masochistischem Missbrauch und die lustbetonte Zurschaustellung der Genitalien oder der Schamregion. Explizit eingeschlossen sind retuschierte Bilder, die den Eindruck erwecken, Minderjährige darzustellen; nicht eingeschlossen sind dagegen offenbar Abbildungen, die keine reale oder keine mit einer realen Person identifizierbare Person zeigen. Schriftwerke fallen in den USA ebenfalls nicht unter die Definition, da sie keine visuellen Darstellungen sind. Das in den 1970er Jahren auch in den USA legal im Buchhandel vertriebene Aufklärungsbuch Zeig mal! von Will McBride wird mittlerweile in einigen Bundesstaaten als kinderpornografisch eingestuft. Der bloße Besitz des Buches hat dort bereits zu Anklagen und in mindestens einem Fall zu einer Freiheitsstrafe auf Bewährung geführt. Auch der Versuch der Beschaffung von kinderpornografischem Material ist strafbar, weshalb von den Strafverfolgungsbehörden auch Honeypots für ihre Ermittlungen genutzt werden.

### Japan
Produktion und Verbreitung wurden 1999 unter Strafe gestellt, 2015 auch der Besitz (siehe auch japanische Pornografie). Erst seitdem ist in allen 34 OECD-Ländern die Produktion, Verbreitung und der Besitz unter Strafe gestellt.

## Bekannte Ermittlungsverfahren
Seit Mitte der 1980er und zunehmend im Laufe der 1990er Jahre geriet das Thema Kinderpornografie in das Interesse der Medien. Einige Ermittlungen wie die „Operation Landslide“ oder „Operation Marcy“ fanden ein internationales Medienecho.

### Operation Landslide
Die „Operation Landslide“ wurde 1999 in den Medien als „der größte Schlag gegen die kommerzielle Kinderpornografie aller Zeiten“ bezeichnet. Die Firma Landslide Inc. soll laut Medienberichten im Zusammenhang mit 5000 kinderpornografischen Websites und 250.000 Konsumenten gestanden und 1,4 Millionen Dollar monatlich mit Kinderpornografie verdient haben. Thomas Reedy, der Besitzer, wurde zu 1335 Jahren und seine Frau zu 15 Jahren Haft verurteilt. Landslide war ein Dienstleistungsunternehmen, das für Anbieter herkömmlicher Pornografie Kreditkartenbezahlungen durchführte. Zwei der Webseiten-Betreiber, für die Reedy aktiv war, boten auf ihren Seiten kinderpornografische Darstellungen an. 1997 und 1998 wurde mit diesen Webseiten ein Umsatz im Bereich von Millionen Dollar erzielt. Im Zuge der Operation wurde eine Datenbank mit 250.000 Personen gefunden. Das FBI veröffentlichte in Folge auf der beschlagnahmten Webpräsenz von Landslide Angebote, die den Eindruck von Kinderpornografie erwecken sollten. Im Zuge dieser „Sting-Operation“ kam es zu zahlreichen Ermittlungen gegen Interessenten dieses Angebots, darunter viele in Österreich, Deutschland sowie in Großbritannien mit insgesamt rund 7.000 Fällen.

### Operation Marcy
„Marcy“ war eine im September 2003 groß angelegte internationale Operation gegen private Tauschringe kinderpornografischer Darstellungen, in deren Verlauf gegen etwa 26.000 Verdächtige ermittelt wurde, davon etwa 530 in Deutschland. Die Operation wurde medial inszeniert. Bei den Hausdurchsuchungen und Festnahmen waren zahlreiche Kamerateams zugegen. Allein in Deutschland wurden 745 Computer, mindestens 35.500 CDs, 8300 Disketten sowie 5800 Videos sichergestellt. Unklar ist, wie hoch der Anteil kinderpornografischer Darstellungen daran war.

### Operation Mikado
Die „Operation Mikado“ erregte im Januar 2007 Aufsehen, weil hier erstmals von der Kreditwirtschaft selbst alle circa 22 Millionen deutschen Kreditkarten auf bestimmte Zahlungen überprüft wurden. Die Daten von 322 Verdächtigen wurden den Justizbehörden übergeben.

### Operation Flo
Im Februar 2007 wurden 2361 Personen aus 77 Ländern im Rahmen der „Operation Flo“ identifiziert, die im Verdacht standen, kinderpornografische Filmdateien von einem österreichischen File-Sharing-Server heruntergeladen zu haben. Aus Deutschland stammten dabei 406, aus Österreich 23 der Verdächtigen.

### Operation Himmel
Im Zuge der gegen Internet-Kinderpornografie gerichteten „Operation Himmel“ wurden in der zweiten Hälfte des Jahres 2007 Ermittlungsverfahren gegen etwa 12.000 Personen aus Deutschland und weitere Verdächtige aus 70 anderen Ländern eingeleitet. Dabei handelt es sich um die bisher größte Anzahl von Verdächtigen, die bei einer deutschen Polizei-Operation ausfindig gemacht wurden. Im Dezember 2007 zeigte sich, dass von den 12.000 Verdächtigen nur wenige wirklich nach kinderpornografischem Material gesucht hatten. Viele der Verfahren mussten sofort eingestellt werden, weil zahlreiche der ermittelten Personen möglicherweise ohne Vorsatz „nur für Sekunden“ (etwa auf Grund von Hyperlinks in unaufgefordert erhaltenen E-Mails) auf die einschlägigen Webseiten geraten waren und somit keine strafrechtliche Relevanz vorlag. Aus diesen Gründen wurde in der Folge auch Kritik an der Aktion laut. In einem Fall hob das Landgericht Aachen am 8. Juli 2008 einen Hausdurchsuchungsbeschluss des Amtsgerichts Aachen nachträglich als unzulässig auf. Da der Computer des betroffenen Bürgers nur wenige Sekunden mit einer kinderpornografischen Seite verbunden war und dabei sechs kinderpornografische Bilder lediglich als Vorschaubilder übertragen wurden, verneinte das Landgericht das Vorliegen eines Anfangsverdachts auf vorsätzliche Beschaffung verbotener Dateien. Der beschlagnahmte PC musste ohne Auswertung der Datenträger seinem Besitzer zurückgegeben werden (Landgericht Aachen, Aktenzeichen 68 Qs 56/08). Die allein gegen Bewohner der Stadt Köln eingeleiteten etwa 500 Ermittlungsverfahren wurden ausnahmslos eingestellt.

### Operation Susi
Bei der „Operation Susi“ handelte es sich um eine groß angelegte Fahndung in der Bundesrepublik Deutschland, bei der im Januar 2009 erstmals ein MMS-Netzwerk zur Verbreitung von Kinderpornografie über Mobilfunk aufgedeckt wurde. Bei dem Netzwerk soll es sich um die bislang größte illegale Tauschbörse für Kinderpornografie gehandelt haben. Die Bezeichnung „Susi“ entstammt dem Namen der Foto-Datei, die auf dem Mobiltelefon eines 33-jährigen Mannes aus Nordhessen gefunden wurde und Auslöser der Ermittlungen war.
Die Polizei durchsuchte im Rahmen der Operation innerhalb von vier Monaten die Wohnungen von 465 Verdächtigen, woran etwa 1000 Polizeibeamte beteiligt waren. Dabei wurden mehr als 600 Telefone, mehrere hundert Computer, tausende Festplatten, USB-Sticks und Speicherkarten und mehr als 16.000 CDs, DVDs und einige Videos beschlagnahmt. Die Fahndung erstreckte sich auf sämtliche Bundesländer, wobei es im Einzelnen zur folgenden Anzahl von Durchsuchungen kam: Baden-Württemberg: 42, Bayern: 76, Berlin: 1, Bremen: 1, Brandenburg: 24, Hamburg: 3, Hessen: 36, Niedersachsen: 56, Nordrhein-Westfalen: 85, Rheinland-Pfalz: 27, Saarland: 3, Sachsen-Anhalt: 33, Sachsen: 19, Schleswig-Holstein: 23, Thüringen: 25 und Mecklenburg-Vorpommern: 11.

### Welcome to Video
Nach Ausheben der Plattform Welcome to Video im Darknet im März 2018 durch eine internationale Kooperation wurden 337 Nutzer festgenommen und angeklagt, erklärte das US-Justizministerium am 16. Oktober 2019. 23 Kinder sind aus andauernden Missbrauchssituationen befreit worden, Zahlungen von rund 1 Million Bitcoin-Adressen sind ein Indiz für eine ähnlich hohe Zahl an Nutzern. Der Betreiber der Website, ein 23-jähriger Südkoreaner, wurde in seinem Heimatland zu einer Haftstrafe verurteilt und wurde auch nach US-Recht angeklagt.

## Kontroversen und Debatten
Obwohl sexuelle Handlungen an Kindern mittlerweile in allen Ländern der Welt gesetzlich unter Strafe gestellt sind, bestehen zum Teil erhebliche Unterschiede in der Gesetzgebung und öffentlichen Meinung in Fragen wie dem genauen Mindestalter der in Pornografie abgebildeten Personen, der Frage, ob der bloße Besitz von Kinderpornografie eine Straftat darstellen sollte, oder inwieweit strafrechtlich zwischen Besitz, Erwerb, Verbreitung und Herstellung von Kinderpornografie unterschieden werden sollte. Verurteilungen im Zusammenhang mit Kinderpornografie werden in den meisten Ländern mit Freiheitsstrafen geahndet, die jedoch bei Ersttätern im Falle des bloßen Besitzes häufig auf Bewährung ausgesetzt oder in Geldstrafen umgewandelt werden. Insbesondere die Strafbarkeit von nicht realer Kinderpornografie wird dabei kontrovers diskutiert.
Während manche Menschen „virtuelle“ Kinderpornografie (etwa Zeichnungen oder computergenerierte Bilder entsprechenden Inhalts) als opferlose Straftat und deren Verbot als Angriff auf die Kunstfreiheit ansehen, wird von den Befürwortern des Verbots die gesetzliche Gleichstellung solcher Darstellungen mit „echtem“ kinderpornografischem Foto- und Filmmaterial damit begründet, dass auch virtuelle Darstellungen zu realem Missbrauch verleiten bzw. diesen verharmlosen können. Dabei bleibt unklar, warum diese potenziell gefährdende Wirkung von Darstellungen nur bei Kinderpornografie gegeben sein soll (und dort sogar bei virtuellem Material), nicht hingegen bei Pornografie im Allgemeinen oder bei allen anderen Straftaten an Kindern – die virtuelle und sogar die wirklichkeitsnahe Darstellung etwa von Tötungshandlungen an Kindern ist nicht verboten.
Die Medienwirkungsforschung gelangt in dieser Frage zu keinem eindeutigen Ergebnis, auch wenn der Zugang zu regulärer Pornografie eher als Kindesmissbrauch verhindernder Faktor gesehen wird.
Eine Schweizer Studie zur Delinquenz von Konsumenten von Kinderpornografie nach sechs Jahren hat ergeben, dass der Konsum von Kinderpornografie alleine keinen Risikofaktor für spätere physische Sexualdelikte darstellt. Die Mehrheit der untersuchten Konsumenten hatte keine vorherigen Verurteilungen wegen physischer Sexualdelikte, und für diese sei die Prognose für spätere physische Sexualdelikte sowie für eine Rückfälligkeit in Bezug auf Kinderpornografie vorteilhaft.
Dem Sexualtherapeuten Petr Weiss zufolge kann der Konsum von Kinderpornografie Pädophilen dabei helfen, ihre sexuellen Bedürfnisse auf der Phantasieebene zu befriedigen, so dass sie ihre Triebe nicht in die Tat umsetzen müssen. Er schlägt virtuelle Kinderpornografie als Mittel vor, um sexuellem Missbrauch an Kindern vorzubeugen, ohne dass bei der Herstellung reale Kinder zu Schaden kommen. Er widerspricht der These, dass der bloße Konsum von Kinderpornografie Kindesmissbrauch begünstige, und verweist in diesem Zusammenhang auf Dänemark, wo dieser seit den 1960er Jahren geduldet werde und seitdem die Zahl der Fälle von Kindesmissbrauch erheblich zurückgegangen sei.
Manche Sexualforscher sehen in der aggressiven Gesetzgebung gegen Kinder- und Jugendpornografie den Versuch sexualfeindlicher, moralkonservativer Gruppen, Pornografie generell zu kriminalisieren. Da dies aber wegen des politischen Klimas und verbriefter Freiheitsrechte in westlichen Staaten nicht möglich sei, würden stattdessen Gesetze gegen Kinder- und Jugendpornografie forciert, die so umfassend formuliert sind, dass nicht nur Kinder- und Jugendpornografie, sondern alle pornografischen Inhalte oder schon die Darstellung bloßer Nacktheit unter Strafe gestellt werden.
In den USA etwa wurde mit dem Child Pornography Prevention Act of 1996 die gesetzliche Definition von Kinderpornografie so weit verschärft, dass jede pornografische Darstellung durch reale Menschen, die als sexuelle Handlung von unter 18-Jährigen interpretiert werden könnte, als Kinderpornografie eingestuft und verfolgt werden muss, auch bei 30-jährigen Darstellerinnen mit Zöpfen. Dieses Gesetz wurde 2002 durch eine Klage der Pornoindustrie, unterstützt von US-Bürgerrechtsbewegungen, vor dem Supreme Court als verfassungswidrig zu Fall gebracht. 2003 wurde daraufhin mit dem PROTECT Act erneut eine Gesetzesvorlage mit ähnlichem Inhalt in Kraft gesetzt; der Rechtsstreit darüber dauert noch an.